# ジュール・シュペルヴィエル
ジュール・シュペルヴィエル（Jules Supervielle、1884年1月16日 - 1960年5月17日）は、フランスの詩人・小説家。

## 生涯
ウルグアイの首都モンテビデオ生まれだが、両親はフランス人である。フランスとウルグアイ両方の国籍を持っており、生涯にわたって両国を往復して一つの国にとらわれない複眼的な視点を養った。創作活動は一貫してフランス語で行っている。シュルレアリスムなどからの影響も受けつつも作風では一線を画し、汎神論的な傾向のある独特のイメージや孤独感、余韻に満ちた詩を作り続けた。また幻想的で寓話的な小説によっても知られる。
代表作に『万有引力』『未知の友だち』などの詩集、『火山を運ぶ男』、『ひとさらい』などの長篇小説、『海に住む少女』『ノアの箱舟』などの短篇集がある。日本語訳では詩人堀口大学による翻訳の他、各作品が訳されている。

## 主な著書
詩集の書名は安藤元雄訳による。
- 1919. Les poèmes de l'humour triste (詩集) -『悲しきユーモア』
- 1922. Débarcadères (詩集) 『桟橋』
- 1923. L'Homme de la pampa (小説) -『火山を運ぶ男』
- 1925. Gravitations (詩集) -『万有引力』
- 1926. Le Voleur d'enfants (小説) -『ひとさらい』
- 1928. Le Survivant (小説)
- 1930. Le Forçat innocent (詩集) -『無実の囚人』
- 1931. L'Enfant de la haute mer (短編集) -『沖の小娘』ほか
- 1932. La Belle au bois (戯曲) -『森の美女 ― 詩劇』
- 1933. Boire à la source (物語)
- 1934. Les Amis inconnus (詩集) -『未知の友だち』
- 1936. Bolivar (戯曲)
- 1938. La Fable du monde (詩集) -『世界の寓話』
- 1938. L'Arche de Noé (短編集) -『ノアの方舟』
- 1947. Le Petit bois et autres contes (短編集) -『小さな森ほか』
- 1948. Robinson (戯曲)
- 1949. Oublieuse mémoire (詩集) -『忘れがちの記憶』
- 1949. Shéhérazade (戯曲)
- 1959. Le Jeune homme du dimanche et des autres jours (小説) -『日曜日の青年』
- 1959. L'Escalier. Nouveaux poèmes suivi d' À la nuit, Débarcadères et de Les Poèmes de l'humour triste (詩集) - 『階段』（既刊の詩集に『夜に捧ぐ』を加えて）
- 1959. Le Corps tragique (詩集) -『悲劇的肉体』

### 訳書一覧
詩集
- 『シュペルヴィエル詩抄』堀口大學訳、版画荘、1936年。
- クロード・ロワ編著『シュペルヴィエル詩集』中村真一郎訳、創元社（世界現代詩叢書4）1951年。
- 『シュペルヴィエル詩集』堀口大學訳、新潮社（新潮文庫）、1955年。彌生書房（世界の詩61）1972年。
- クロード・ロワ編著『ジュール・シュペルヴィエル』安藤元雄訳、思潮社（セリ・ポエティク6）1970年。
- 『シュペルヴィエル詩集』安藤元雄訳、思潮社、1982年

詩集『悲しきユーモア』、『桟橋』、『万有引力』、『無実の囚人』、『未知の友だち』、『世界の寓話』、『夜に捧ぐ』、『忘れがちの記憶』、散文「小さな森」ほかを所収。
- 『帆船のように ― シュペルヴィエル詩集』後藤信幸訳、国文社、1985年。
- 『シュペルヴィエル抄』堀口大學訳、小沢書店、1992年。

L'homme De La Pampa
- 『火山を運ぶ男』嶋岡晨訳、月刊ペン社（妖精文庫）、1980年。

Le Voleur d'enfants
- 『ひとさらい』澁澤龍彦訳、薔薇十字社、1970年。大和書房、1979年。『澁澤龍彦翻訳全集12』河出書房新社、1997年。
- 『ひとさらい』永田千奈訳、光文社古典新訳文庫、2013年。

L'arche de Noe
- 『ノアの方舟』堀口大學訳、第一書房、1939年。斎藤書店、1946年。青銅社、1980年。
- 『ノアの方舟』嶋岡晨訳、早川書房（ハヤカワ文庫）、1975年。
- 『ノアの方舟』三野博司訳、論創社、2006年。

L'enfant de la haute mer
- 『沖の小娘』堀口大学訳、青銅社、1980年。
- 『沖の少女 ― シュペルヴィエル幻想短編集』三野博司訳、社会思想社〈現代教養文庫〉、1990年。
- 『海の上の少女 ― シュペルヴィエル短篇選』綱島寿秀訳、みすず書房〈大人の本棚〉、2004年。
- 『海に住む少女』永田千奈訳、光文社古典新訳文庫、2006年。

Le jeune homme de dimanche
- 『日曜日の青年』嶋岡晨訳、思潮社、1973年。

Le Corps tragique
- 『悲劇的肉体』嶋岡晨訳、洪水企画、2018年。

## 関連書籍
- 後藤信幸『シュペルヴィエル 内部空間の詩人』国文社　1979
- 木村哲也『シュペルヴィエルと飯島耕一・安藤元雄』近代文芸社　1984
- 横山昭正『石の夢 ボードレール・シュペルヴィエル・モーリヤック』溪水社　2002